# Letty Rudelsheim
Alida Aviva Henriette (Letty) Rudelsheim (Watergraafsmeer, 21 maart 1915 - Jeruzalem, 21 november 2009) was een Joods-Nederlandse verzetsstrijder tijdens de Tweede Wereldoorlog.

## Jeugd en opleiding
Ze werd geboren op de Hoogeweg 81 in de toenmalige gemeente Watergraafsmeer, nu een Amsterdams stadsdeel. Haar ouders waren de uit Engeland overgekomen diamantbewerker Mozes Abraham Rudelsheim en de Nederlandse Elisabeth A. Duizend. Rudelsheim volgde de kweekschool te Amsterdam.

## Verzetswerkzaamheden
Rudelsheim was onderwijzeres aan de Talmoed-Toraschool te Amsterdam en kwam in contact met de verzetsgroep van Joop Westerweel waar ze deel van ging uitmaken en verzetsacties voor ondernam. In augustus 1942 werd het voor haar als Joodse te onveilig om nog in het openbare leven te verschijnen en besloot ze onder te duiken.

## Onderduik, verder verzet en verraad
Zij vond een veilige schuilplaats bij het echtpaar Fokje Bleeker-Dijkstra (1910) en Johan Bleeker (1906) in Heerenveen. Dit echtpaar herbergde vele onderduikers in hun woning annex schoenmakerij aan de Tjepkemastraat 22 en kreeg daarvoor de Yad Vashem onderscheiding. Spoedig erna nam ze vanuit Friesland contact op met Joop Westerweel of er iets voor haar te doen was waarbij ze zich toch nuttig kon blijven maken. Er werd een vals identiteitsbewijs voor haar geregeld en ze ging wonen in een flat in Rotterdam die afgestaan was door een kennis van de Westerweels. Hier zette zij samen met de vrouw van Joop, Wilhelmina Westerweel, voor de ontsnappingsroutes van Joden een safe house op. Vanuit dat doorgangshuis werden mensen verdergebracht naar het zuiden van Europa. Letty en Willy voorzagen met door het verzet gestolen distributiekaarten en geld vele mensen daar van voedsel en zorgden ervoor dat ze weer verder konden.

## Arrestatie en deportatie
Dat ging goed tot 10 oktober 1943 toen door verraad de Duitsers het appartement binnenvielen en iedereen arresteerden. Alle acht aanwezige Joodse onderduikers werden naar de gevangenis van Rotterdam gebracht en vervolgens via het doorgangskamp Westerbork naar Auschwitz waar allen omkwamen. Letty (waarvan men niet wist dat ze Joods was) en Willy werden beiden gevangengenomen en op diverse locaties ondervraagd en uiteindelijk naar het hoofdkwartier van de Gestapo in Den Haag gebracht waar ze zogenaamd in vrijheid werden gesteld op verschillende tijdstippen. Letty reisde naar Rotterdam terug waar ze opgevangen werden door Willy en Giel Salomé, maar toen bleek dat ze in de val waren gelopen. Een "doorgeslagen" lid van de Westerweelgroep, Karel Kaufmann, had hen verraden. Allen werden gearresteerd en Letty werd nu als Joods geïdentificeerd en op transport gesteld.

## Na de oorlog
Letty werd via Westerbork naar Auschwitz getransporteerd waar ze in 1945 werd bevrijd. Letty was getrouwd met David van Gelder, een leraar Engels die oorspronkelijk uit Groningen kwam. Zij emigreerden naar Israël waar Letty de voornaam Aviva voerde en David de achternaam Ben Heled aannam.